# Marcone Amaral
Marcone Amaral Costa Júnior (Poções, 5 de abril de 1978) é um ex-futebolista brasileiro que atuava como zagueiro. Hoje político pelo PSD eleito em 2016 Prefeito de Itajuípe.

## Carreira Jogador
Marcone Amaral nascido em Poções –BA em 05/04/1978 mudou-se para Itajuípe com 2 anos de idade onde começou a jogar futebol nas escolinhas da cidade e logo se destacou pela sua altura e raça dentro dos campos, foi fazer testes na divisão de base do Esporte Clube Vitória através do empresário Orlando da Hora em 1994 e logo ganhou seu espaço no time juvenil. Após se tornar capitão do juniores e ganhar vários títulos nacionais e internacionais foi promovido ao profissional em Março de 1997 onde conquistou seu primeiro título profissional no Campeonato Baiano. Em 1998 com 20 anos de idade após grande desenvoltura nos jogos foi negociado por empréstimo para o Venezia da Itália porém devido ao grande número de estrangeiros no time cumpriu o empréstimo no Bellizona da Suíça onde retornou para o Vitória em 1999. Marcone Amaral foi Tricampeão Baiano e Bicampeão da Copa do Nordeste e saiu do Esporte Clube Vitória em 2001 onde teve passagens por Vila Nova - GO, Estrela do Norte – ES, União Barbarense –SP e Marília –SP antes de embarcar em 2004 para seu sucesso no Qatar país do Oriente Médio. No País Asiático Marcone chegou contratado pelo Al  Shamal  e logo encantou os árabes com o a sua garra em campo e o profissionalismo fora de campo, após 3 temporadas de bons resultados o jogador foi convidado a se Naturalizar e defender a Seleção Nacional do Qatar. Em 2007 após a Naturalização Marcone se transferiu para times de expressão como: Al Gharafa, El Jaish, Al Rayyan e Al Arabi, Ganhou no total 2 títulos da Liga Nacional, 2 Copas Emir, 1 titulo da QNB além de ter feito 85 partidas pela Seleção Nacional onde disputou 2 Eliminatórias de Copa do Mundo (Africa do Sul e Brasil) e disputou 1 Olimpíada Asiática em Ghanzou – China. Encerrou sua carreira em 2015 no Al Shamal e retornou para sua cidade Itajuípe-BA

### Carreira política
Assim que retornou do Qatar para o Brasil entrou na política pelo Partido Social Democrático PSD e sagrou-se vitorioso em 2016 na sua primeira eleição se tornando prefeito de Itajuípe, em 2020 foi reeleito e ficou no cargo até 2022 quando renunciou para poder disputar outro cargo.

## Títulos
Vitória
- Campeonato Baiano: 1997, 1999, 2000
- Copa do Nordeste: 1997, 1999

Al-Gharafa
- Campeonato Qatariano de Futebol: 2008–09, 2009–10[1]
- Copa do Emir de Catar: 2008–09[1]